# Molino de marea

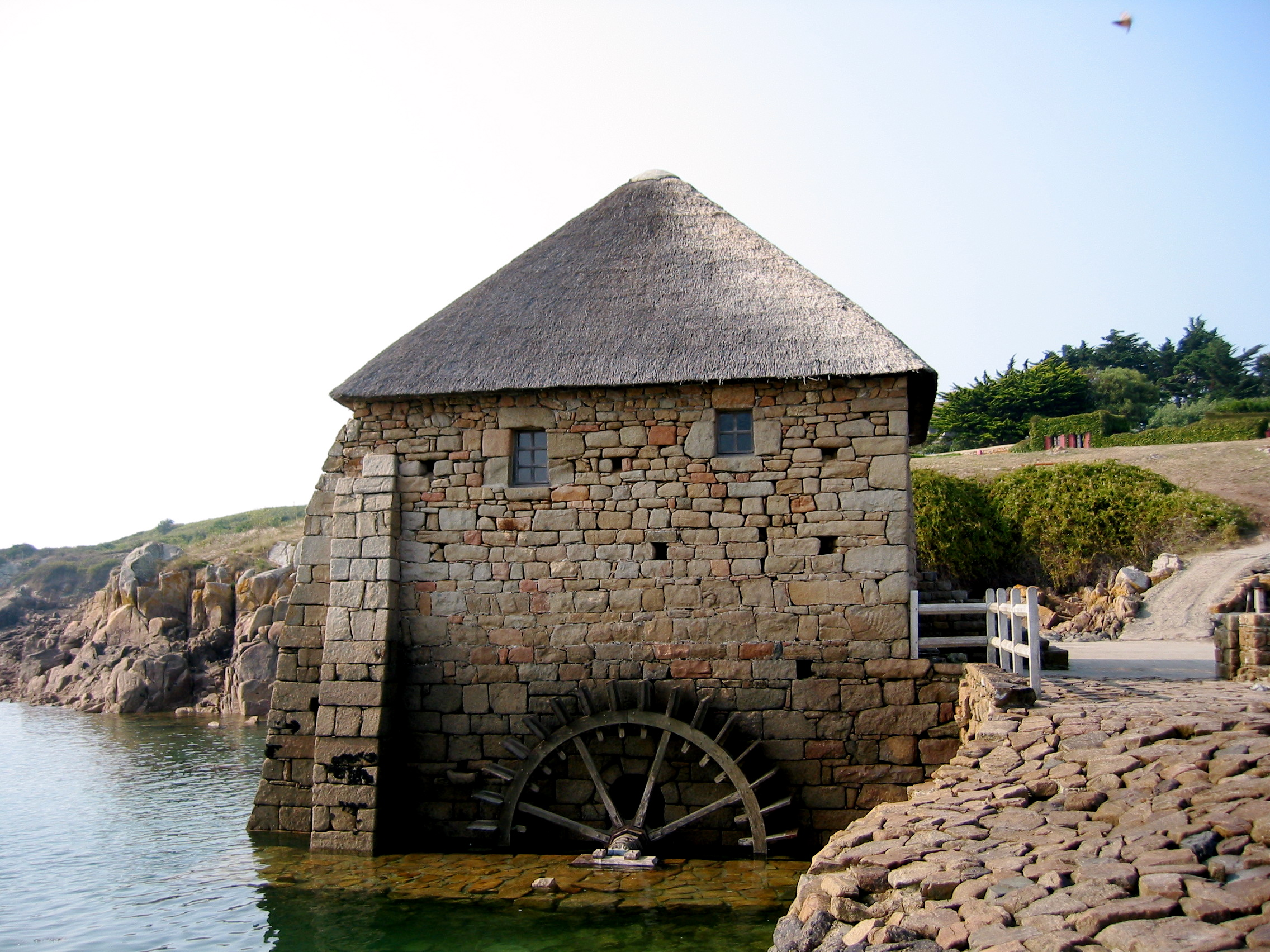
Molino de marea en Île de Bréhat

Un molino de marea es aquel que utiliza la energía de las mareas como fuerza motriz.
Cuando el mar sube (marea ascendente), llena una cuenca de reserva para el molino, en la cual el agua queda retenida durante la marea descendente. Durante la marea baja, las válvulas que regulan la salida de agua se abren y el agua retenida se vierte hacia el mar, impulsando la rotación de la rueda del molino.
Existen dos tipos de molino de marea, el de rodezno o rodete y el de regolfo.

## Historia

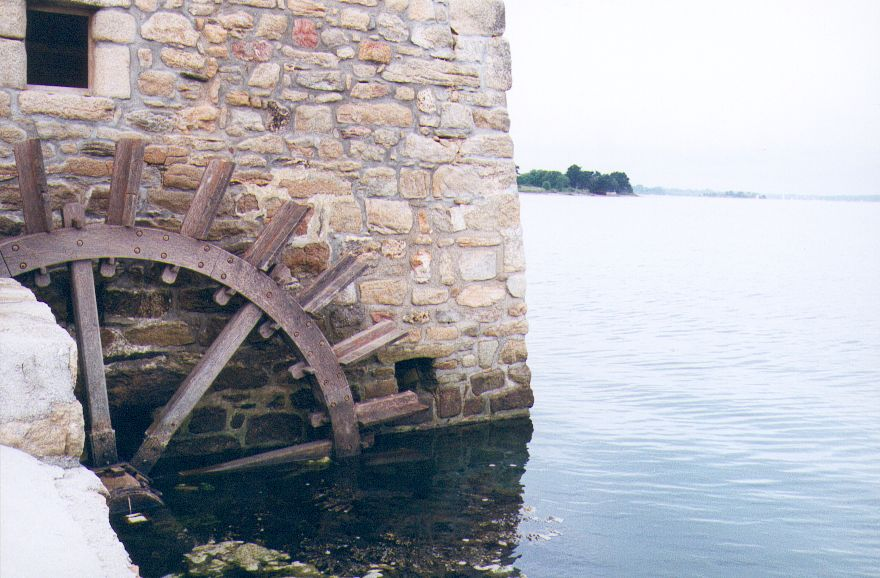
Detalle del molino de Île d'Arz.

Desde la Edad Media, esta técnica se emplea por ejemplo en Bretaña, en el estuario del río Rancé para impulsar molinos y moler grano.
El principio físico de aprovechar la fuerza que pueda originar la subida y bajada de las mareas utilizado para estos molinos, ha sido aprovechado y modernizado para la producción de electricidad en la construcción de una presa y Central hidroeléctrica (1966), también en el estuario del Rancé (Francia).

## Localización geográfica
Molinos de marea se pueden encontrar en diversos lugares de Europa Occidental: 
- Reino Unido: Thorrington
- Francia:

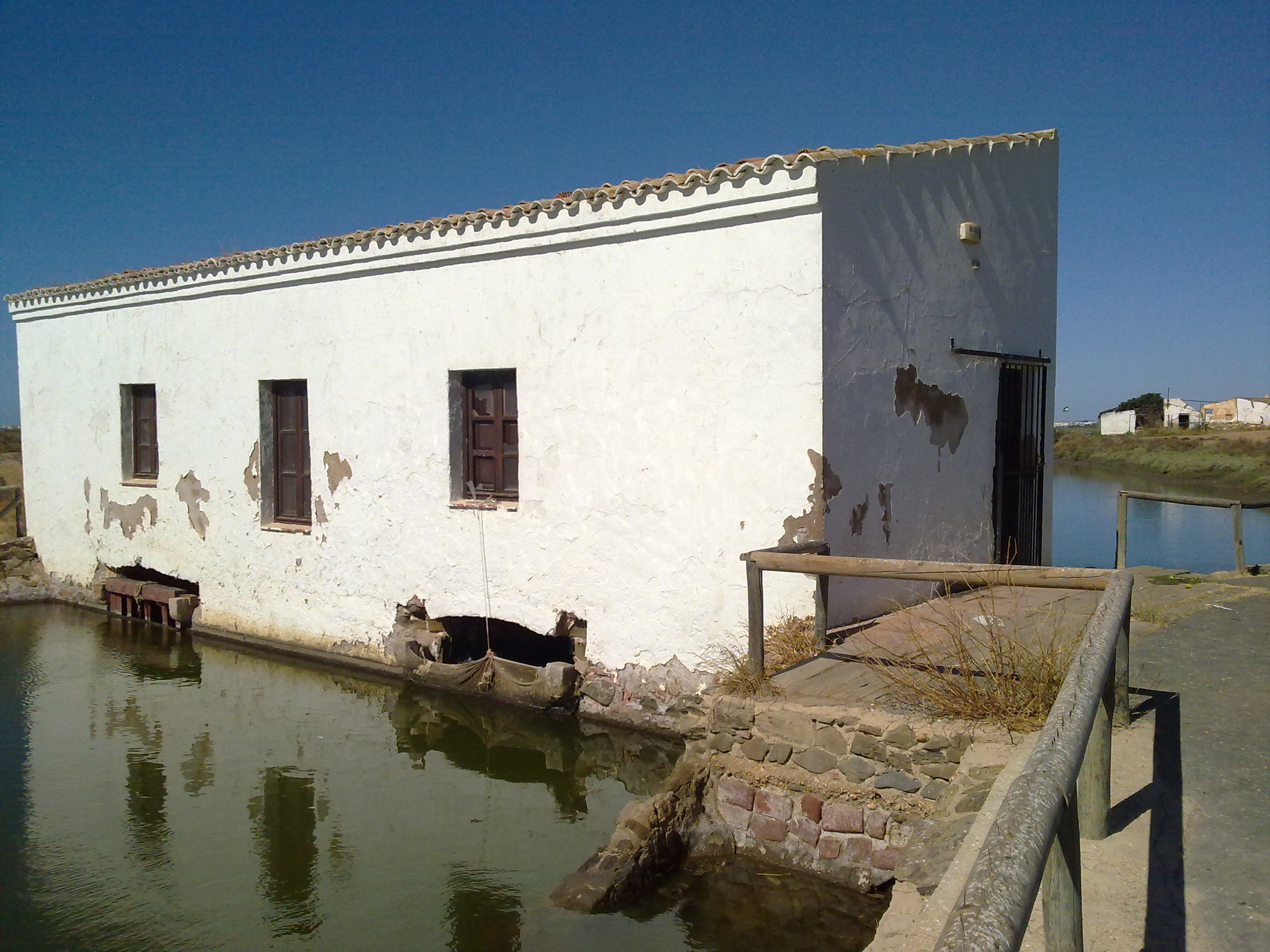
Molino de mareas de Isla Cristina.

- Bretaña: Vicomté-sur-Rance, Île-d'Arz, Île de Bréhat (Molino del Birlot).

- España:

- Andalucía: Molino de El Pintado (Ayamonte/Isla Cristina), Molino de Valletaray (Lepe), Molino de la Barca (Lepe), Molino de la Higuera (Lepe), San Fernando
- Asturias: ría de Villaviciosa
- Cantabria: Isla
- Galicia: Muros y Ortigueira

- Portugal: Moinho de Maré de Corroios

También existen otros molinos mareales en Escocia, Países Bajos y el País de Gales.